# Андорски демократичен център
Андорският демократичен център (на каталонски: Centre Demòcrata Andorrà) е християндемократическа андорска политическа партия. Обявява се срещу имиграцията в Андора, но се застъпва за развитието на социалната държава.
На изборите през 2005 година заедно с партия 21 век печели 11% от гласовете, които им дават 2 депутатски места в 28-местния парламент. Двете партии се сливат под името Нов център, който влиза в Реформистката коалиция за изборите през 2009 година.